# Волков, Мстислав Васильевич
Мстисла́в Васи́льевич Во́лков (1 или 2 июня 1923 года, Владивосток — 11 декабря 2001) — советский и российский травматолог-ортопед и детский хирург, академик РАМН, а до того — АМН СССР (1971), состоял вице-президентом последней. Директор Центрального института травматологии и ортопедии (1961—1984). Являлся главным травматологом-ортопедом Минздрава СССР. Лауреат Государственной премии СССР (1972). Депутат Моссовета восьми созывов.

## Биография
В 1940 году поступил во 2-й Московский медицинский институт. Участник Великой Отечественной войны, военный связист. Член КПСС с 1944 года. После войны продолжил учёбу и окончил с отличием 2-й ММИ им. Н. И. Пирогова в 1949 году, где затем окончил клиническую ординатуру и аспирантуру на кафедре детской хирургии и ортопедии под руководством С. Д. Терновского. В 1952 году защитил кандидатскую диссертацию «Особенности ампутационной культи конечности у детей». С 1952 года работал ассистентом, а с 1955 года доцентом той же кафедры. В 1960—1961 годах одновременно декан педиатрического факультета. В 1961 году защитил докторскую диссертацию «Опухоли и дисплазии костей у детей».
С 1961 по 1984 год возглавлял Центральный институт травматологии и ортопедии и в то же время его клинику детской костной патологии и подростковой ортопедии. Одновременно с 1970 по 1976 год был председателем Ученого медицинского совета и членом коллегии Минздрава СССР.
С декабря 1984 года профессор кафедры детской хирургии и ортопедии Центрального ордена Ленина института усовершенствования врачей (с 1994 года — Российская медицинская академия последипломного образования).
Умер 11 декабря 2001 года в Москве. Похоронен на Востряковском кладбище.
Под руководством Волкова подготовлено 48 докторских и 50 кандидатских диссертаций.
Являлся председателем Всесоюзного общества травматологов-ортопедов, заместителем председателя Всесоюзного общества хирургов, председателем Совета научных медицинских обществ СССР, членом президиума АМН СССР, членом бюро Отделения клинической медицины и членом совета старейшин РАМН.
Почётный член ряда республиканских и областных обществ травматологов-ортопедов и хирургов.
Почётный член Болгарского, Кубинского, Польского, Итальянского, Чехословацкого, Венгерского, Югославского обществ травматологов-ортопедов, почётный член Вроцлавской медицинской академии, член «Леопольдины» (1976), почетный член академий наук Сербии и Словении, академик Международной академии наук США.

## Награды
- Шесть советских и иностранных орденов[7]: Октябрьской Революции, Трудового Красного Знамени, Дружбы народов, «Знак Почета», орден Государственного флага КНДР[1], орден Отечественной войны II степени (6 апреля 1985)[8].
- 12 боевых медалей[7], в том числе: «За оборону Москвы» (4 сентября 1944)[9], «3а победу над Германией» (24 ноября 1945)[10] и др.
- Заслуженный деятель науки РСФСР и Узбекской ССР.
- Лауреат Международной премия хирургов имени Р. Дениса (1971)[1].
- Лауреат Государственной премии СССР (1972) в составе группы авторов внедрения в практику ортопедии ультразвуковой резки и сварки костей[4].
- Диплом академической премии имени Н. Ф. Филатова за монографию «Болезни костей у детей»[2].

## Семья
Супруга Волкова Ольга Васильевна — эмбриолог, академик РАМН. Дочь Елена (род. 1963) — врач-педиатр.

## Научные труды
Автор более 350 научных работ; в том числе 17 монографий, многие из которых переведены на английский, французский и немецкий языки. Автор (совместно с В. Д. Дедовой) учебника для медицинских вузов «Детская ортопедия».

### Дополнительные
- Аренберг Ариэль Александрович. Директор // Эпизоды. — Израиль, 2005. — 115 с.
- Волков Мстислав Васильевич. Директор института с 1961 по 1985 гг. НМИЦ ТО им. Н. Н. Приорова. Дата обращения: 6 июля 2023.